# 皮娅·泽巴迪娅·贝尔纳德特
皮娅·泽巴迪娅·贝尔纳德特（1989年1月22日—）是印尼女子羽毛球運動員，其胞兄马尔基斯·基多和博纳·塞普特纳同為羽毛球運動員。皮娅出道時兼項單打和雙打項目，其後專心雙打，女雙和混雙世界排名曾先後達至第6位。她亦是印尼國家羽毛球隊的主力成員，曾助印尼贏得2008年優霸盃亞軍和2011年蘇迪曼盃季軍，2016年5月宣布退役。

## 成人組賽事

### 2008年
2008年9月，皮娅·泽巴迪娅·贝尔纳德特出战中華台北羽毛球黃金大獎賽，在女单準決賽以0比2（7-21、11-21）不敌印度名将的塞娜·内维尔。

### 2009年
2009年7月，皮娅·泽巴迪娅·贝尔纳德特与弗兰·库尔尼亚万·邓出战紐西蘭羽毛球大獎賽，在混双决赛以2比0（21-13、21-19）击败了赛会头号种子、中国香港强档的魏仁君/周凱華，首次赢得大獎賽混双冠军。

### 2010年
2010年7月，皮娅·泽巴迪娅·贝尔纳德特与弗兰·库尔尼亚万·邓出战澳門羽毛球黃金大獎賽，在混双準決賽以0比2（13-21、11-21）不敌队友的通托维·艾哈迈德/利利亚纳·纳西尔。同年8月，她与弗兰·库尔尼亚万·邓出战中華台北羽毛球黃金大獎賽，在混双準決賽以1比2（21-11、19-21、16-21）不敌赛会头号种子、队友的亨德拉·阿普利达·古纳万/维塔·玛丽莎。同年10月，她与弗兰·库尔尼亚万·邓出战印尼羽毛球黃金大獎賽，在混双準決賽以0比2（11-21、23-25）不敌赛会6号种子、队友的通托维·艾哈迈德/利利亚纳·纳西尔。同年11月，她参加中国廣州举办的亞洲運動會羽毛球比賽，助印尼队赢得女子團體季军。

### 2011年
2011年4月，皮娅·泽巴迪娅·贝尔纳德特与弗兰·库尔尼亚万·邓出战印度羽毛球超級賽，在混双决赛以0比2（18-21、21-23）不敌赛会4号种子、队友的通托维·艾哈迈德/利利亚纳·纳西尔，赢得亚军。同年5月，她与弗兰·库尔尼亚万·邓出战馬來西亞羽毛球黃金大獎賽，在混双準決賽以0比2（14-21、10-21）不敌赛会6号种子、东道主强档的陈炳顺/吳柳螢。同年9月，她与弗兰·库尔尼亚万·邓出战中華台北羽毛球黃金大獎賽，在混双準決賽以0比2（16-21、14-21）不敌韩国强档的高成炫/嚴惠媛。

### 2012年
2012年3月，皮娅·泽巴迪娅·贝尔纳德特出战越南羽毛球國際挑戰賽，与搭档里基·艾美莉雅·普拉蒂普塔的女双决赛以2比0（21-10、21-15）击败了马来西亚强档的阿米莉亚·艾丽西娅·安瑟利/宋佩珠，首次赢得國際挑戰賽女双冠军；此外，还与搭档哈菲兹·费萨尔的混双决赛以2比1（11-21、21-17、21-17）击败了赛会头号种子、新加坡强档的丹尼·巴瓦·克里斯南塔/梁语嫣，赢得本届赛事双冠王。同年7月，她与里基·艾美莉雅·普拉蒂普塔出战印尼羽毛球黃金大獎賽，在女双决赛以2比1（21-17、19-21、21-13）击败了韩国强档的Lee Se-rang/柳晛榮，赢得赛季第二个國際挑戰賽女双冠军。同年8月，她出战越南羽毛球大獎賽，与搭档里基·艾美莉雅·普拉蒂普塔的女双决赛以2比0（21-17、21-19）击败了赛会4号种子、马来西亚强档的黄惠龄/黄惠恩，赢得大獎賽女双冠军；此外，还与搭档马尔基斯·基多的混双决赛以2比0（23-21、21-8）击败了赛会6号种子、马来西亚强档的陳毅權/賴沛君，赢得本届赛事的双冠王。同年9月，她出战印尼羽毛球黃金大獎賽，与搭档里基·艾美莉雅·普拉蒂普塔的女双準決賽以0比2（14-21、19-21）不敌赛会头号种子、日本强档的松友美佐紀/高橋禮華；此外，还与搭档马尔基斯·基多的混双準決賽以0比2（19-21、19-21）不敌赛会头号种子、队友的通托维·艾哈迈德/利利亚纳·纳西尔。同年10月，她与里基·艾美莉雅·普拉蒂普塔出战中華台北羽毛球黃金大獎賽，在女双决赛以2比0（21-15、21-12）击败了赛会4号种子、队友的苏琪·里基·安迪妮/德拉·德斯迪亚拉·哈里斯，首次赢得黃金大獎賽女双冠军。同期10月，她与马尔基斯·基多出战荷蘭羽毛球大獎賽，在混双準決賽以0比2（12-21、19-21）不敌赛会6号种子、英格兰强档的马库斯·埃利斯/加布里·怀特。同年11月，她与里基·艾美莉雅·普拉蒂普塔出战澳門羽毛球黃金大獎賽，在女双準決賽以0比2（19-21、14-21）不敌赛会头号种子、韩国强档的嚴惠媛/張藝娜。

### 2013年
2013年3月，皮娅·泽巴迪娅·贝尔纳德特与马尔基斯·基多出战全英羽毛球首要超級賽，在混双準決賽以1比2（21-18、15-21、19-21）不敌赛会2号种子、队友的通托维·艾哈迈德/利利亚纳·纳西尔。同年4月，她与里基·艾美莉雅·普拉蒂普塔出战馬來西亞羽毛球黃金大獎賽，在女双决赛以2比1（21-17、16-21、21-17）击败了队友的阿普萨西·普特里·勒杰萨·瓦里拉/维塔·玛丽莎，赢得黃金大獎賽女双冠军。同年6月，她与马尔基斯·基多出战泰國羽毛球黃金大獎賽，在混双决赛以2比1（18-21、21-15、21-15）击败了赛会4号种子、队友的里基·维迪安托/普斯皮达·里奇·蒂莉，赢得黃金大獎賽混双冠军。同期6月，她与里基·艾美莉雅·普拉蒂普塔出战新加坡羽毛球超級賽，在女双準決賽以0比2（17-21、16-21）不敌赛会2号种子、日本强档的松友美佐紀/高橋禮華。同年8月，她參加中國廣州舉行的世界羽毛球錦標賽，與里基·艾美莉雅·普拉蒂普塔以9號種子身分出戰女子雙打項目。她們首圈輪空，第二圈先以2比0力克馬來西亞組合晉級；第三圈面對泰國組合娜丽莎帕·拉姆、莎拉丽·桑松卡姆，亦以2比1（17-21、21-16、21-11）逆轉勝出；但至半準決賽，她們終以0比2（20-22、15-21）不敵8號種子、韓國的嚴惠媛/張藝娜，8強止步。同年9月，她与马尔基斯·基多出战中國羽毛球大師賽，在混双準決賽以0比2（16-21、14-21）不敌赛会2号种子、中国的张楠/赵芸蕾。同期9月，她与里基·艾美莉雅·普拉蒂普塔出战日本羽毛球超級賽，在女双準決賽以1比2（21-17、14-21、12-21）不敌赛会头号种子、中国的马晋/汤金华。同年12月，她与馬爾基斯·基多出战哥本哈根羽毛球大師賽，在混双準決賽以0比2（6-21、12-21）不敌奥运季军的約金·費舍爾·尼爾森/克里斯汀娜·彼德森。

### 2014年
2014年6月，皮娅·泽巴迪娅·贝尔纳德特与马尔基斯·基多出战澳洲羽毛球超級賽，在混双準決賽以1比2（12-21、21-19、12-21）不敌赛会6号种子、韩国强档的高成炫/金荷娜。同年7月，她与马尔基斯·基多出战中華台北羽球黃金大獎賽，在混双準決賽以1比2（17-21、21-19、20-22）不敌中国的刘雨辰/于小含。

### 2015年
2015年1月，皮娅·泽巴迪娅·贝尔纳德特与里基·艾美莉雅·普拉蒂普塔出战馬來西亞羽毛球大師賽，在女双準決賽以0比2（12-21、21-23）不敌赛会头号种子、丹麦强档的克里斯汀娜·彼德森/卡米拉·吕特·尤尔。同年4月，她与马尔基斯·基多出战紐西蘭羽毛球黃金大獎賽，在混双準決賽以0比2（15-21、13-21）不敌中国的于小渝/夏欢。同年10月，她与阿普萨西·普特里·勒杰萨·瓦里拉出战荷蘭羽毛球大獎賽，在女双準決賽以1比2（23-25、21-17、21-23）不敌赛会2号种子、保加利亚强档的加夫列拉·斯托伊娃/斯蒂法尼·斯托伊娃。同期10月，她出战瑞士羽毛球國際賽，与搭档阿普萨西·普特里·勒杰萨·瓦里拉的女双决赛以0比2（11-21、10-21）不敌赛会头号种子、荷兰强档的萨曼塔·巴宁/伊里斯·塔博林，赢得亚军；此外，还与外国搭档罗伯·布莱尔的混双决赛以2比1（18-21、25-23、21-18）力克泰国强档的博丁·伊沙拉/沙威丽·阿米达拜，赢得國際挑戰賽混双冠军。

### 2016年 宣布退役
2016年5月，27歲的皮娅宣布於印尼首要超級賽後退役。

### 2017年
2017年10月，皮娅·泽巴迪娅·贝尔纳德特与伊尔凡·法蒂拉赫出战印尼羽毛球國際挑戰賽，在混双决赛以0比2（9-21、18-21）不敌队友的里汉·诺法勒·库沙尔扬托/西蒂·法迪亚·席尔瓦·拉马丹蒂，赢得亚军。

### 2018年
2018年4月，皮娅·泽巴迪娅·贝尔纳德特出战印尼羽毛球國際系列賽，与搭档謝拉·德維·奧莉亞的女双决赛以2比0（21-17、21-12）击败了马来西亚强档的林秋仙/陳雪柔，赢得國際系列賽女双冠军；此外，还与搭档伊爾凡·法蒂拉赫的混双决赛以0比2（17-21、16-21）不敌赛会5号种子、队友的阿姆里·萨纳维/謝拉·德維·奧莉亞，赢得亚军。

### 2019年
2019年6月，皮娅·泽巴迪娅·贝尔纳德特与阿姆里·薩納維出战馬來西亞羽毛球國際系列賽，在混双决赛以2比0（21-15、21-17）击败了赛会4号种子、队友的安迪卡·拉馬迪安斯亞/本娥·菲特里亞尼·羅馬迪尼，赢得國際系列賽混双冠军。

## 主要比賽成績
只列出曾進入準決賽的國際賽事成績：
| 年份   | 賽事                     | 公開賽級別 | 項目     | 搭檔                          | 成績   |
| ------ | ------------------------ | ---------- | -------- | ----------------------------- | ------ |
| 2008年 | 中華台北羽毛球黃金大獎賽 | 黃金大獎賽 | 女子單打 | －                            | 準決賽 |
| 2009年 | 越南羽毛球國際挑戰賽     | 國際挑戰賽 | 女子雙打 | 戴比·苏珊托                   | 冠軍   |
| 2009年 | 越南羽毛球國際挑戰賽     | 國際挑戰賽 | 混合雙打 | 弗兰·库尔尼亚万·邓            | 亞軍   |
| 2009年 | 紐西蘭羽毛球大獎賽       | 大獎賽     | 混合雙打 | 弗兰·库尔尼亚万·邓            | 冠軍   |
| 2010年 | 澳門羽毛球黃金大獎賽     | 黃金大獎賽 | 混合雙打 | 弗兰·库尔尼亚万·邓            | 準決賽 |
| 2010年 | 中華台北羽毛球黃金大獎賽 | 黃金大獎賽 | 混合雙打 | 弗兰·库尔尼亚万·邓            | 準決賽 |
| 2010年 | 印尼羽毛球黃金大獎賽     | 黃金大獎賽 | 混合雙打 | 弗兰·库尔尼亚万·邓            | 準決賽 |
| 2010年 | 亞洲運動會羽毛球比賽     | 其他       | 女子團體 | －                            | 铜牌   |
| 2011年 | 印度羽毛球超級賽         | 超級賽     | 混合雙打 | 弗兰·库尔尼亚万·邓            | 亞軍   |
| 2011年 | 馬來西亞羽毛球黃金大獎賽 | 黃金大獎賽 | 混合雙打 | 弗兰·库尔尼亚万·邓            | 準決賽 |
| 2011年 | 中華台北羽毛球黃金大獎賽 | 黃金大獎賽 | 混合雙打 | 弗兰·库尔尼亚万·邓            | 準決賽 |
| 2012年 | 越南羽毛球國際挑戰賽     | 國際挑戰賽 | 女子雙打 | 里基·艾美莉雅·普拉蒂普塔      | 冠軍   |
| 2012年 | 越南羽毛球國際挑戰賽     | 國際挑戰賽 | 混合雙打 | 哈菲兹·费萨尔                 | 冠軍   |
| 2012年 | 印尼羽毛球國際挑戰賽     | 國際挑戰賽 | 女子雙打 | 里基·艾美莉雅·普拉蒂普塔      | 冠軍   |
| 2012年 | 越南羽毛球大獎賽         | 大獎賽     | 女子雙打 | 里基·艾美莉雅·普拉蒂普塔      | 冠軍   |
| 2012年 | 越南羽毛球大獎賽         | 大獎賽     | 混合雙打 | 马尔基斯·基多                 | 冠軍   |
| 2012年 | 印尼羽毛球黃金大獎賽     | 黃金大獎賽 | 女子雙打 | 里基·艾美莉雅·普拉蒂普塔      | 準決賽 |
| 2012年 | 印尼羽毛球黃金大獎賽     | 黃金大獎賽 | 混合雙打 | 马尔基斯·基多                 | 準決賽 |
| 2012年 | 中華台北羽毛球黃金大獎賽 | 黃金大獎賽 | 女子雙打 | 里基·艾美莉雅·普拉蒂普塔      | 冠軍   |
| 2012年 | 荷蘭羽毛球大獎賽         | 大獎賽     | 混合雙打 | 马尔基斯·基多                 | 準決賽 |
| 2012年 | 澳門羽毛球黃金大獎賽     | 黃金大獎賽 | 女子雙打 | 里基·艾美莉雅·普拉蒂普塔      | 準決賽 |
| 2013年 | 全英羽毛球首要超級賽     | 首要超級賽 | 混合雙打 | 马尔基斯·基多                 | 準決賽 |
| 2013年 | 馬來西亞羽毛球黃金大獎賽 | 黃金大獎賽 | 女子雙打 | 里基·艾美莉雅·普拉蒂普塔      | 冠軍   |
| 2013年 | 泰國羽毛球黃金大獎賽     | 黃金大獎賽 | 混合雙打 | 马尔基斯·基多                 | 冠軍   |
| 2013年 | 新加坡羽毛球超級賽       | 超級賽     | 女子雙打 | 里基·艾美莉雅·普拉蒂普塔      | 準決賽 |
| 2013年 | 中國羽毛球大師賽         | 超級賽     | 混合雙打 | 马尔基斯·基多                 | 準決賽 |
| 2013年 | 日本羽毛球超級賽         | 超級賽     | 女子雙打 | 里基·艾美莉雅·普拉蒂普塔      | 準決賽 |
| 2013年 | 哥本哈根羽毛球大師賽     | 其他       | 混合雙打 | 馬爾基斯·基多                 | 準決賽 |
| 2014年 | 澳洲羽毛球超級賽         | 超級賽     | 混合雙打 | 马尔基斯·基多                 | 準決賽 |
| 2014年 | 中華台北羽球黃金大獎賽   | 黃金大獎賽 | 混合雙打 | 马尔基斯·基多                 | 準決賽 |
| 2015年 | 馬來西亞羽毛球大師賽     | 黃金大獎賽 | 女子雙打 | 里基·艾美莉雅·普拉蒂普塔      | 準決賽 |
| 2015年 | 紐西蘭羽毛球黃金大獎賽   | 黃金大獎賽 | 混合雙打 | 马尔基斯·基多                 | 準決賽 |
| 2015年 | 荷蘭羽毛球大獎賽         | 大獎賽     | 女子雙打 | 阿普萨西·普特里·勒杰萨·瓦里拉 | 準決賽 |
| 2015年 | 瑞士羽毛球國際賽         | 國際挑戰賽 | 女子雙打 | 阿普萨西·普特里·勒杰萨·瓦里拉 | 亞軍   |
| 2015年 | 瑞士羽毛球國際賽         | 國際挑戰賽 | 混合雙打 | 罗伯·布莱尔                   | 冠軍   |
| 2017年 | 印尼羽毛球國際挑戰賽     | 國際挑戰賽 | 混合雙打 | 伊尔凡·法蒂拉赫               | 亞軍   |
| 2018年 | 印尼羽毛球國際系列賽     | 國際系列賽 | 女子雙打 | 謝拉·德維·奧莉亞              | 冠軍   |
| 2018年 | 印尼羽毛球國際系列賽     | 國際系列賽 | 混合雙打 | 伊爾凡·法蒂拉赫               | 亞軍   |
| 2019年 | 馬來西亞羽毛球國際系列賽 | 國際系列賽 | 混合雙打 | 阿姆里·薩納維                 | 冠軍   |
| 2019年 | 越南羽毛球公開賽         | 超級100賽  | 女子雙打 | 英吉娅·西塔·阿凡达            | 準決賽 |
| 2019年 | 印尼羽毛球國際挑戰賽     | 國際挑戰賽 | 女子雙打 | 英吉娅·西塔·阿凡达            | 冠軍   |

| 2007-2017年 | 首要超級賽 | 超級賽 | 黃金大獎賽 | 大獎賽 | 國際挑戰賽 | 國際系列賽 | 未來系列賽 | 其他 |

| 2018-2026年 | 總決賽 | 超級1000賽 | 超級750賽 | 超級500賽 | 超級300賽 | 超級100賽 | 國際挑戰賽 | 國際系列賽 | 未來系列賽 | 其他 |

### 奧運會和世錦賽參賽紀錄
|          | 搭檔                     | 2010 | 2011 | 2012 | 2013 | 2014 | 2015 |
| -------- | ------------------------ | ---- | ---- | ---- | ---- | ---- | ---- |
| 女子雙打 | 里基·艾美莉雅·普拉蒂普塔 | －   | －   | －   | 8強  | 16強 | 32強 |
|          |                          |      |      |      |      |      |      |
| 混合雙打 | 弗兰·库尔尼亚万·邓       | 32強 | 32強 | －   | －   | －   | －   |
| 混合雙打 | 马尔基斯·基多            | －   | －   | －   | －   | 32強 | －   |

## 外部連結
- 皮娅·泽巴迪娅·贝尔纳德特的X（前Twitter）